# Paul Cockshott
William Paul Cockshott (né le 16 mars 1952) est un universitaire écossais spécialisé dans les domaines de l'informatique, du cyber-socialisme et de l'économie marxiste. Il enseigne à l'Université de Glasgow. Depuis 1993, il est l'auteur de plusieurs ouvrages dans la tradition du socialisme scientifique, notamment Vers un Cyber-Communisme et Une Histoire du Travail.

## Carrière scientifique
Cockshott a obtenu une licence en économie (1974) de l'université de Manchester, une maîtrise (1976) en informatique de l'université Heriot Watt et un doctorat en informatique de l'université d'Édimbourg (1982).
Il a apporté des contributions dans les domaines de la compression d'images, de la télévision 3D, des compilateurs parallèles et de l'imagerie médicale, mais s'est fait connaître d'un public plus large pour ses propositions dans le domaine multidisciplinaire de la calculabilité économique, notamment en tant que co-auteur, aux côtés de l'économiste Allin Cottrell (de), du livre Vers un cyber communisme , dans lequel ils préconisent fortement l'utilisation de la cybernétique pour une planification efficace et démocratique d'une économie socialiste complexe.
Il suggère une économie socialiste sans argent, proche de la description d'une société socialiste par Karl Marx dans la Critique du programme de Gotha, réalisée par la technologie informatique d'aujourd'hui :
 

« Dans notre proposition, les gens ne seraient pas payés en argent, mais avec des comptes de travail électroniques non transférables. Les achats seraient effectués à l'aide de cartes à puce, comme c'est le cas aujourd'hui, mais à la différence que la seule façon d'accumuler des crédits de travail serait de travailler réellement. Plus vous travaillez d'heures, plus vous obtenez de crédits. Le prix des marchandises dans les magasins serait alors calculé en heures, et le principe d'échange serait essentiellement un pour un. Pour une heure de travail, vous obtenez des biens qui ont nécessité une heure de travail. »

— Paul Cockshott, Une Histoire du Travail

### La pensée cyber-socialiste de Paul Cockshott
Dans un ouvrage paru en 1993 sous le nom de Towards a New Socialism (intitulé Vers un Cyber-communisme en français), les universitaires anglais Paul Cockshott et Allin Cottrell proposent un système économique socialiste basé sur un appareil de planification cybernétique. L’ouvrage devait originellement aider les planificateurs de l'URSS à faire face aux problèmes économiques de plus en plus importants. Les deux universitaires argumentent notamment sur le fait que les ordinateurs d’aujourd’hui ont une puissance de calcul bien plus élevée que ceux des années 60. Paul Cockshott et Allin Cottrell tentent aussi de décrire des algorithmes réduisant la puissance de calcul requise pour une planification. Ce système cyber-socialiste doit également être basé sur une planification par la demande, et intégrer des éléments de démocraties afin que le peuple puisse participer aux décisions, tels que l'usage de référendums et d'autres outils liés à la démocratie participative. Les auteurs réfléchissent également au rôle de l'État, et à une nouvelle forme de monnaie abolissant la monnaie capitaliste traditionnelle en la remplaçant par des « bons de travail ». L'ouvrage explique d'ailleurs qu'il n'est plus nécessaire aujourd'hui d'imaginer ce mode de paiement via des certificats ou des bons en papier : il est possible d'imaginer l'usage d'une sorte de carte de crédit de travail enregistrant la quantité de travail effectué. Les travailleurs seraient ainsi rémunérés selon leur temps de travail, et les biens produits seraient achetables selon le temps de travail nécessaire pour produire ces derniers. Il s'agit ici de répondre à une ancienne problématique du mouvement socialiste, celle du débat sur le calcul économique en économie socialiste (en) ; les auteurs considèrent que la théorie de la valeur-travail, à condition qu'il y ait eu l'abolition de l'exploitation capitaliste et de la sur-valeur, peut être utile pour instaurer une économie plus rationnelle, et une meilleure justice sociale. La puissance de la technologie informatique et des algorithmes mathématiques peut  résoudre ce problème sur le calcul économique en économie socialiste, et par là même la question de la planification, selon Paul Cockshott.